# Макеевское (Тверская область)
 Макеевское  — деревня в Максатихинском районе Тверской области. Входит в состав Малышевского сельского поселения.

## География
Находится в северо-восточной части Тверской области на расстоянии приблизительно 13 км по прямой на запад от районного центра поселка Максатиха на левом берегу речки Волчина.

## История
Отмечена была только уже на карте 1940 года как поселение с 52 дворами.

## Население
Численность населения: 45 человек (русские 96 %) в 2002 году, 48 в 2010.